# كيتي غوردون
كيتي غوردون (بالإنجليزية: Kitty Gordon)‏ هي ممثلة بريطانية (وحملت سابقاً جنسية المملكة المتحدة لبريطانيا العظمى وأيرلندا)، ولدت في 22 أبريل 1878 في المملكة المتحدة، وتوفيت في 26 مايو 1974 في الولايات المتحدة.

## معرض صور

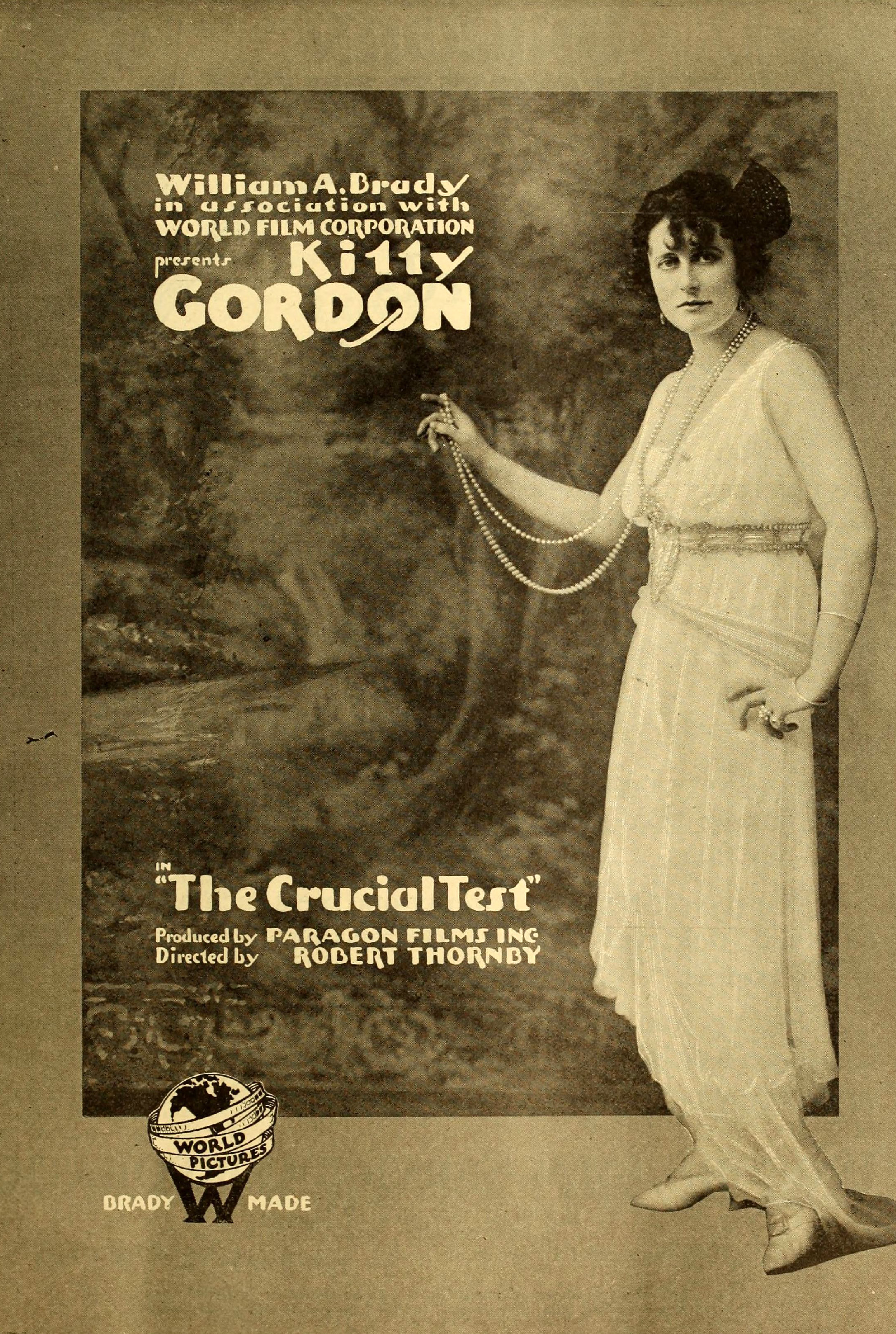
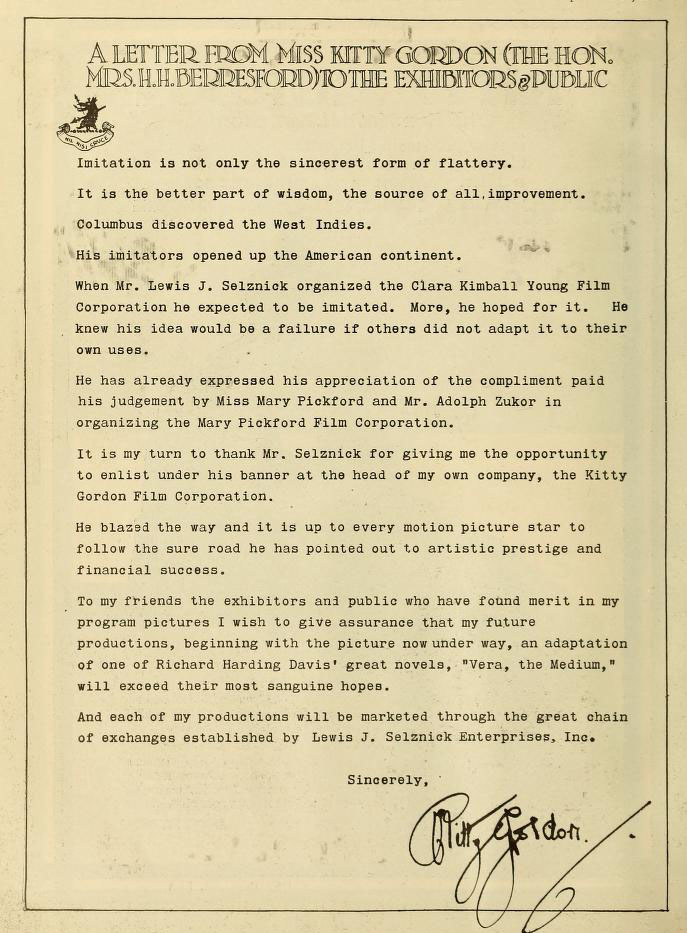
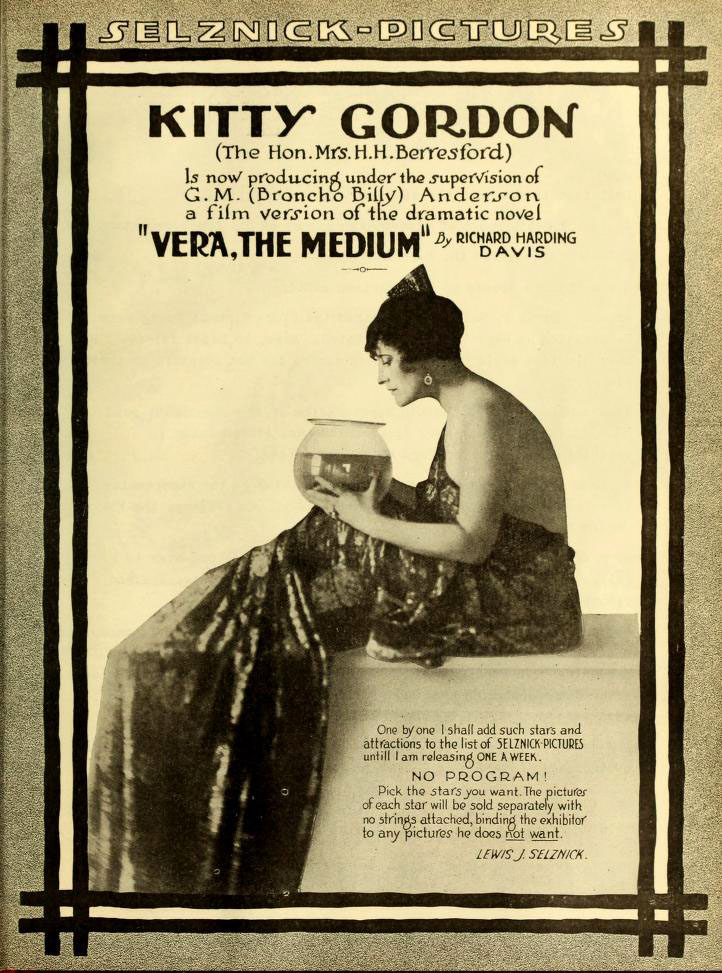
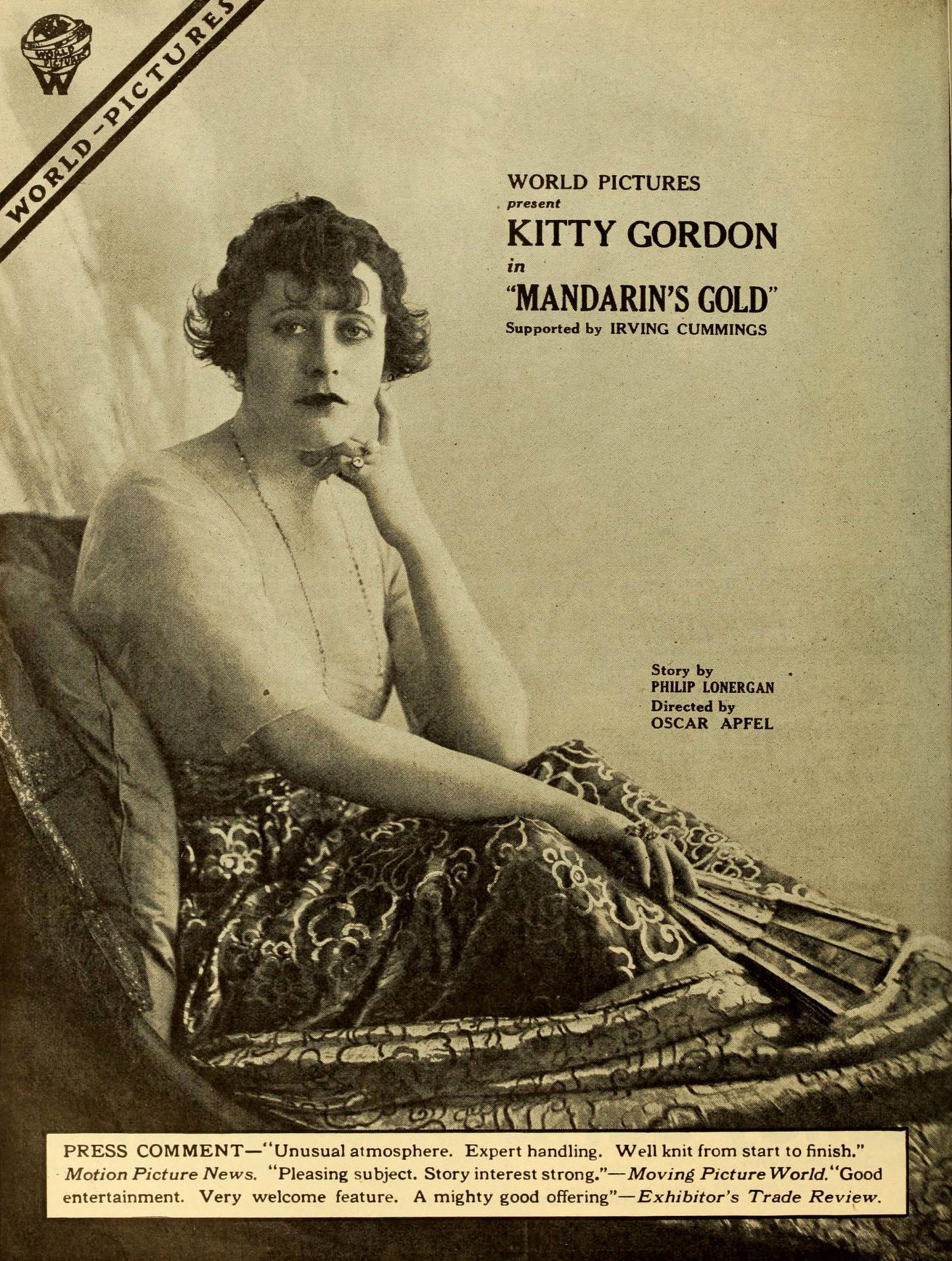

## وصلات خارجية
- كيتي غوردون على موقع IMDb (الإنجليزية)
- كيتي غوردون على موقع قاعدة بيانات برودواي على الإنترنت (الإنجليزية)